# (5980) 1993 FP2
Az (5980) 1993 FP2 a Naprendszer kisbolygóövében található aszteroida. Ueda és Kaneda fedezte fel 1993. március 26-án.